# サウザー (北斗の拳)
サウザーは、漫画『北斗の拳』に登場する架空の人物。

## 声の出演
青年期
- 銀河万丈（テレビアニメ、PS版ゲーム、格闘ゲーム、アニメ『北斗の拳 イチゴ味』）
- 佐藤晴男（『パンチマニア 北斗の拳』）
- 大塚明夫（『真救世主伝説 北斗の拳』シリーズ、『LEGENDS ReVIVE』、『Fit Boxing 北斗の拳 〜お前はもう痩せている〜』、その他各種外部出演など）
- 関俊彦（アニメ版『天の覇王』）
- 神奈延年（『北斗無双』シリーズ〈『ぱちんこCR真・北斗無双』まで〉）
- 三宅健太（『北斗無双』シリーズ〈『パチスロ真・北斗無双』以降〉）
- 石塚堅（激打2）
- 古賀一史（DD北斗之拳）
- 浪川大輔（DD北斗の拳）
- 東地宏樹（北斗が如く）

幼少期
- 堀川亮（テレビアニメ）
- 島﨑信長（真・北斗無双）
- 上西哲平（LEGENDS ReVIVE）

## 人物
南斗六聖拳の一人で、肉親も友も情けもない、あるのは己一人という生まれついての帝王、「将星」の男。己を最高権力者にせんとする野心に満ち、自ら神に無敵の肉体を与えられた「聖帝」と名乗り、覇権掌握のための領地拡大とその権力の証として、巨大なピラミッド型の建造物「聖帝十字陵」の建立を押し進める。相手がどのような弱者であろうと、自身へ歯向かう者は容赦なく粛清する冷酷非情な思想の持ち主。拳法だけではなく頭も切れ、サウザーの覇権に異を唱える「仁星」のシュウが組織した抵抗勢力に対し、毒を混ぜた食料をわざと奪わせ無差別な殺戮を図るなど残忍な性格である。
しかしケンシロウとの闘いの中、暴虐の限りを尽くす現在の姿の裏に隠された悲劇的な過去が明らかになる。生来は純粋で愛情溢れる性格の人物であった（詳しくは来歴の項目を参照）。
「将星」は別名「独裁の星」「帝王の星」と呼ばれる。一〇八派ある南斗聖拳の最高峰および南斗六聖拳の「極星」として君臨し、サウザーは北斗神拳と同様に一子相伝である南斗鳳凰拳の伝承者である。
南斗鳳凰拳は、類稀なる拳法の才能が求められる上、一子相伝であるがゆえに先代の師匠と勝負し、殺すことで初めて継承者と認められる儀式「継承の儀」まで存在する厳格な拳法のひとつであるため、屈強な精神力も必要とされる。しかしサウザーは純粋過ぎたがゆえに、敬愛する師を殺害した事実を受け入れることができなかった。悲しみからくる苦痛で心を歪めたサウザーは愛や情けを捨て去り、富と力を欲し弱者を蹂躙する暴君へと変貌していく。
野望に燃える非情の敵役として描かれ、アニメの初期では仮面を着用していた。

## 身体的特徴・体質など
身長181cm、体重98kg、バスト140cm、ウエスト90cm、ヒップ102cm、首周り45cm（データは週刊少年ジャンプ特別編集『北斗の拳 SPECIAL』の「拳聖烈伝」による）。
体格の描写は、アニメ『北斗の拳 ラオウ外伝 天の覇王』においては、公式データより大きく描かれている。
髪型はプラチナブロンド（アニメでは金髪）のオールバックスタイル。
心臓の位置と秘孔の位置が通常と左右表裏逆という特異体質の持ち主であり、それを見破れない限り、正確な秘孔を突くことができず北斗神拳も通じない（医学に精通していたトキは気づいていた）。その謎と「南斗聖拳最強」と言わしめる強さのために、ラオウさえもサウザーとの戦いは避け、ケンシロウも初戦では惨敗を喫した。なお、作中で北斗神拳伝承者となった後のケンシロウを完膚なきまでに打ち負かして勝利したことのある人物は、シン、サウザー、カイオウの3人だけである。
衣装のデザインはマントの下の服装がケンシロウとの初戦時（以降、前期仕様）と再戦時（以降、後期仕様）で異なっているが、格闘ゲーム版は後期仕様のデザインとなっている。

## 来歴
南斗六聖拳分裂の引き金となった「妖星」のユダの裏切りをそそのかした黒幕であり、その野望と実力で広大な領地を獲た。「聖帝」を名乗り、南斗108派の大半の流派を配下とし（『天の覇王 北斗の拳ラオウ外伝』）、抵抗できない子供たちを使役して、その野望と権力の集大成として巨大な十字型のピラミッド「聖帝十字陵」を築いていた。これはサウザーの師・オウガイ、そして彼自身の愛と情を弔う墓でもあることが後に分かる。
サウザーが伝承する南斗鳳凰拳は、手刀による斬撃と突きを主体とした拳法であるが、手技だけではなく足技も備えている（極星十字拳）。その絶大な強さゆえに拳法における「構え」を持たない（剣術でいう「無形の位」に近い）。サウザーいわく「構え」とは防御の型で下郎に使う必要がなく、帝王の拳である鳳凰拳にあるのは制圧前進のみ（対峙したケンシロウがサウザーの踏みこみの速さに驚くほどのスピードを持つ）。ただしその存在を脅かす対等の敵が現れた時のみ、帝王の名誉と威信を賭けて「構え」を取る（南斗鳳凰拳奥義・天翔十字鳳）。彼自身の拳の技量と「南斗六聖拳」の「極星」であることにより「南斗最強」とされ、他の南斗聖拳では彼を倒すことは不可能とされている。
ケンシロウとの初対決では致命の秘孔「人中極」を突かれながらもその効果を受けず（サウザーの特異体質により秘孔に命中していなかったため）、驚愕するケンシロウを切り刻み圧勝する。ケンシロウを「聖帝十字陵」の人柱として獄に繋ぐが、ケンシロウはシュウの息子シバに救われ脱出する。
その後戦いを挑んだシュウを謀略を用いて戦わずして下し、「聖帝十字陵」の最後の石（聖碑）を積ませ、最後はその頂点に立った状態の彼を自ら投げた槍で貫いて殺害し、目の前で彼の壮絶な最期を見届けたケンシロウの底知れぬ怒りを誘う。
シュウをケンシロウの目の前で葬り去った後、人質にされていた子供の一人に片足を刺された際、その子供を手にかけずに“愛の無意味さ”を説きながら諭す。冷酷無比な性格で恐れられていたサウザーとしては意外な行動から、彼の悲劇的な過去が明らかになる。
サウザーは元々孤児であり、南斗鳳凰拳先代伝承者・オウガイに拾われ、鳳凰拳を伝承すべく厳しい修行の日々を送っていた。オウガイは厳しい人物であったが、決してサウザーに対する愛を忘れず、鳳凰拳の技を彼に授けてゆくと共に実の親のように優しく接し、幼少期のサウザーは彼を「お師さん」（アニメでは「先生」）と呼び慕っていた。そしてサウザーが15歳になった時、目隠しをして襲い掛かる敵を倒せと命じられ、彼はその命に従って敵を切り裂いた。
しかしその敵とは彼の師・オウガイ自身であり、「新たな伝承者に倒されるのも一子相伝の宿命」、「お前の瞳の中に極星の“南斗十字星”を見ていた」と言い残し絶命した。
厳しくも優しい師であり、深い愛を受けた父とも慕う者を手にかけたことへの苦しみと悲しみに耐え切れなかったサウザーは、「こんなに悲しいのなら、苦しいのなら、愛などいらぬ！」と慟哭し、愛がもたらした非情かつ残酷な現実に打ちのめされた反動から、冷酷非情な人物に変貌する。
己の権力の象徴と見られていた「聖帝十字陵」に師・オウガイの亡骸を安置し、ラオウとトキも見守る中、自らの体の秘密を見抜いたケンシロウに対し、虚飾を捨て「構え」をとる。その体勢から放つ奥義「天翔十字鳳」はケンシロウの拳では捕らえきれず戦いを優勢に進める。しかし、ケンシロウにとどめの一撃を加えようとしたとき、闘気で秘孔を突く北斗神拳の奥義「天破活殺」を受け遂に秘孔の位置を暴露されたばかりか、両足の自由も奪われ形勢逆転を許す。自らの体を覆う神秘の鎧を剥がされ翼ももがれたサウザーだったが、帝王としての意地で「退かぬ！媚びぬ 省みぬ！」と自らを鼓舞して立ち上がり、逆立ちの体勢から跳躍し最後の特攻を行うも、ケンシロウが放った「北斗有情猛翔破」で苦痛なき致命傷を負う。
死の間際、ケンシロウの言葉から、愛が生んだのは「苦しみ」や「哀しみ」だけでなく、「ぬくもり」でもあったことを思い出したサウザーの顔からは険しさがなくなり、「もう一度ぬくもりを…」と涙を流しながらオウガイの亡骸に寄り添い、崩壊する十字陵と運命を共にした。ケンシロウはそれを、「哀しい男よ。だれよりも愛深きゆえに」という言葉で見送った。

## その他
- 名前の由来は南斗＝南（South）から[2]。
- モデルは映画『時計じかけのオレンジ』に出演したマルコム・マクダウェル[3]。
- 英語表記は基本的に"THOUZER"だが、『週刊少年ジャンプ』の付録シール[要文献特定詳細情報]では"SOUTHER"、対戦型格闘ゲーム『北斗の拳』では"THOUTHER"となっている。
- サウザーは少年時代のケンシロウの南斗十人組手でラオウとともに立会人を務めていたため、もともとケンシロウとは面識があった。サウザーがケンシロウと対面した際「でかくなったな、小僧」と再会を懐かしむような発言をしているのはこのためである。
- 原作では孤児という出自ゆえ、家族と呼べる存在は師にして父親代わりのオウガイ以外存在しなかったが、バンプレストよりセガサターンのゲームソフトとして発売された『北斗の拳』では彼の遺児であるギャランとザキが登場する。2人は共に額に南斗六星の痣を持つ兄妹であったが、ギャランは在りし日のサウザーを彷彿とする姿へ成長するや、南斗牙猩拳の伝承者としての拳才を武器に南斗六星拳無き後の世に覇を唱えようとしたが、最後にはケンシロウやザキを庇って死亡した。一方ザキは赤子の時にサウザーによって捨てられていたが、マミヤに娘として育てられる。長じてからは拳法を身に付け、ついにはかつてマミヤが愛したレイの義の心と南斗水鳥拳を受け継いだ。後にサウザーは霊となってザキの前に現れ、彼女を捨ててしまった己の罪を謝罪した。ギャランに対してはケンシロウに敗れて南斗最強拳士の夢を果たせなかった彼に、いずれザキかその子孫が夢を果たすと説いた。
- 2006年の劇場作品『真救世主伝説 北斗の拳 ラオウ伝 殉愛の章』はサウザー対ケンシロウのエピソードを中心に映画化したものだが、「ラオウとレイナの愛」がテーマであり、愛の話が2つあると重すぎるため、本作においてはオウガイとの過去の回想などが割愛されている[4]。それにより、サウザーの最期も「帝王の誇りを貫いた自決」に変更された。
- ゲーム『北斗無双』の幻闘編サウザーの章では、謎の占い師から「トキはあなたの体の謎を知っている」と言われ、トキのいる奇跡の村を襲撃するが、この行いによって聖帝軍の将兵の一部が離反、以降のサウザーはシン、レイ、ユダ、シュウたち有能な将を彼らの配下の兵ごと取り込むことで自分の苛烈な行いによって離れていく兵力の穴埋めとし、ついにはユダの策を受け入れて南斗慈母星ユリアによく似たマミヤをユリアの替え玉（名目上の指導者）とする「南斗軍」を結成する。そして、ラオウ率いる「北斗軍」との決戦に勝利した直後、それまでの行いが災いしてユダたちから攻められるが、これを返り討ちにした直後に自分の勝利を喜び、これまで離反することなく共に戦ってきた将兵の姿を目にすることで、愛を否定する自分もまた愛されていると気付いた。
- ショウジョウバエ（成虫）の胚と内臓器官の左右性が逆転している変異体が、「souther（サウザー）突然変異体」と名づけられた[5]。
- 『北斗の拳』の連載35周年を記念して行われた人気投票「北斗の拳 国民総選挙」の結果は第3位。
- 2018年3月28日、セリフの1つ「愛ゆえに人は苦しまねばならぬ!! 愛ゆえに人は悲しまねばならぬ!!」が中学校の道徳の教科書に掲載されたと新聞で紹介された。「愛とはどういうことなのかな」と、生徒への問いかけが記されている[6]。
- 作中で「口に合わぬ」と料理をひっくり返すシーンがあるが、武論尊は「ストイックだから、きっとジャンクフードを出されて怒ったんだろうね（笑）。普段は体に良い物を食べてると思う」と語っている[7]。